# Хэйдн, Ричард
Джордж Ричард Хэйдн (англ. Richard Haydn; 10 марта 1905 — 25 апреля 1985) — британский актёр.
Среди его ролей в кино — Звуки музыки (1965). Он также стал известен как актёр телевидения и радио.
Родился Хэйдн в Лондоне, умер в Калифорнии в Лос-Анджелесе, США от сердечного приступа всего через полтора месяца после 80-летия.

## Фильмография
- 1941 — С огоньком
- 1943 — Вечность и один день / Forever and a Day
- 1945 — И не осталось никого
- 1946 — Клуни Браун
- 1947 — Сингапур
- 1948 — Ловко устроился
- 1948 — Императорский вальс
- 1951 — Алиса в Стране чудес (озвучивание)
- 1960 — Затерянный мир
- 1962 — Мятеж на «Баунти»
- 1962 — Пять недель на воздушном шаре / Five Weeks in a Balloon
- 1965 — Звуки музыки
- 1974 — Молодой Франкенштейн